# Gilberto Borja Navarrete
Gilberto Borja Navarrete (Ciudad de México, 1 de septiembre de 1929 - ibídem, 23 de abril de 2007) fue un ingeniero civil y empresario mexicano.

## Estudios y proyectos
Realizó sus estudios en la Escuela Nacional de Ingeniería de la Universidad Nacional Autónoma de México (UNAM), años más tarde fue presidente del patronato de su alma mater.  
Ejerció su carrera participando en obras y proyectos de infraestructura. En el sector eléctrico, trabajó en la construcción de presas, centrales hidroeléctricas,  centrales termoeléctricas y en la central nuclear Laguna Verde. En el sector de comunicaciones, participó en la construcción de autopistas y puentes en diversos estados de la República mexicana, entre ellos destacan el Puente Ing. Antonio Dovalí Jaime (Coatzacoalcos II), el Puente Tampico, el Puente Mezcala Solidaridad y el Puente Metlac; en la ampliación del Metro de la Ciudad de México; en el tendido de vías férreas; y en la construcción de puertos, entre los cuales destaca Calica. En el sector petrolero, en la construcción de oleoductos, poliductos, y plataformas petrolíferas. En el sector industrial, trabajó en proyectos de construcción y remodelación de ingenios azucareros, siderúrgicas y otras plantas industriales. En el sector urbanístico, en la edificación de unidades habitacionales y en obras de mantenimiento y remodelación del drenaje profundo de la Ciudad de México.

## Labor directiva
Durante el gobierno de  Ernesto Zedillo fue director de Nacional Financiera y asesor presidencial para proyectos especiales. Fue presidente de la Fundación Gonzalo Río Arronte y de la Fundación Javier Barros Sierra.  Participó en el Centro de Estudios Prospectivos del Centro de Investigación Sísmica y fue miembro del patronato de El Colegio de México. 
En el sector privado, trabajó para Ingenieros Civiles Asociados (ICA) desde 1950. Catorce años más tarde fue nombrado subdirector en las empresas de bienes capital del grupo en la ciudad de Santiago de Querétaro. En 1974 fue nombrado vicepresidente de la división de Construcción. De 1984 a 1994 fue presidente del Consejo de Administración. Por otra parte, fue accionista del periódico La Jornada.  En 2005, su labor fue reconocida por el Gobierno Federal y por el Senado de México. Murió el 24 de abril de 2007 en su ciudad natal.

## Premios y distinciones
- Medalla Belisario Domínguez del Senado de la República, en 2005.
- Premio Nacional de Ingeniería Civil, otorgado por el Gobierno Federal de México, en 2005.
- El 17 de septiembre de 2014, por decisión de la Presidencia de la República Mexicana, se le asignó el nombre de Ing. Gilberto Borja Navarete al puente más largo de la carretera Ciudad de México a Tuxpan.